# 自然経済
自然経済（しぜんけいざい）とは、経済学用語の一つ。これは社会において行われている経済活動の仕組みを意味する言葉であり、自然経済となっている社会においては交換手段としての貨幣が発生しておらず、交換というのはもっぱら物々交換によって行われている状態である。
これは貨幣経済となる以前の状態であり、その後経済は自然経済から貨幣経済へと、貨幣経済から信用経済へといった形で発展している。近年においての途上国とされるような国家においては、国際機関や先進国の援助が行われた上で、自然経済から市場経済への転換を図るといった経済改革が実施されている。